# Грузинский (посёлок)
Грузи́нский — посёлок в Зеленодольском районе Татарстана, в составе Новопольского сельского поселения.

## География
Посёлок расположен на автомагистрали Казань — Нижний Новгород, в 15 км восточнее Зеленодольска.

## История
Посёлок был основан в 1925 году в составе Арского кантона ТАССР. С 1927 — в Казанском, с 1938 — в Юдинском, с 1958 — в Зеленодольском районе.

## Население
Население села составляет 49 человек (2007), преимущественно русские и чуваши.
Динамика численности населения:
| 1926 | 1938 | 1949 | 1958 | 1970 | 1979 | 1989 | 2002 | 2007 |
| 70   | 141  | 300  | 126  | 197  | 124  | 75   | 74   | 49   |